# 가토 고헤이
가토 고헤이(일본어: 加藤 恒平, 1989년 6월 14일 ~ )는 일본의 축구 선수이다.

## 구단 경력
그는 2012년부터 2022년까지 J리그의 FC 마치다 젤비아, 사간 도스, FC 류큐에서 활동하였다.